# Tritogonia nervosa
Tritogonia nervosa är en musselart som beskrevs av Rafinesque. Tritogonia nervosa ingår i släktet Tritogonia och familjen målarmusslor. Inga underarter finns listade i Catalogue of Life.